# Signe de més o menys
El signe de més o menys (±) està format per un signe de suma col·locat a sobre d'un signe de resta. El signe normalment es pronuncia "més o menys". Té diferents usos, entre els quals en els següents camps:
- En matemàtiques, que generalment indica una selecció d'exactament dos valors possibles, un dels quals és la negació de l'altra, (com per exemple una equació de segon grau) o bé una aproximació, usualment indicant el marge d'error possible al costat.
- En les  ciències experimentals, el signe comunament indica l'interval de confiança o error en una mesura, sovint la desviació estàndard o error estàndard.[1] També pot representar un rang inclusiu de valors que una lectura pugui tenir.
- En notació d'escacs, el signe indica un clar avantatge per al jugador de peces blanques; el signe complementari ∓ indica el mateix avantatge per al jugador negre.[2]

## Codificació
- En unicode: 00B1, PLUS-MINUS SIGN
- En ISO 8859-1: 0xB1hex
- En Windows mantenint premuda la tecla ALT mentre es tecleja el codi 0177 o bé 241 en el teclat numèric.
- En TeX els 'signe de més o menys' i 'signe de menys o més' es generen amb el codi \pm i \mp, respectivament.